# Газе, Вера Фёдоровна
Ве́ра Фёдоровна Газе (17 (29) декабря 1899, Санкт-Петербург — 3 октября 1954, Ленинград, РСФСР, СССР) — советский астроном.

## Биография
В 1924 году окончила Петроградский университет. В 1921—1926 годах работала в Астрономическом институте, в 1926—1936 годах — в Пулковской обсерватории. В ноябре 1936 года была арестована в связи с «пулковским делом» и освобождена в 1940 году. В 1940—1954 годах работала в Симеизском отделении Пулковской обсерватории (с 1945 — в составе Крымской астрофизической обсерватории), в 1941—1945 годах — в Абастуманской астрофизической обсерватории. Похоронена в Ленинграде, на Пулковском кладбище.
Основные научные работы посвящены спектроскопии звёзд и изучению диффузных эмиссионных туманностей. В 1940 году обнаружила изменения в спектре Гаммы Кассиопеи в момент образования оболочки вокруг звезды. Совместно с Г. А. Шайном, исследовала молекулярные спектры углеродных звёзд. Работая в Симеизе, с 1949 года принимала активное участие в изучении светлых диффузных туманностей. Обнаружила большое количество ранее неизвестных туманностей, при этом выявила несколько новых типов диффузных эмиссионных образований. Совместно с Шайном изучала структуры туманностей, оценку их масс, выяснению роли пыли и газа в туманностях. В Астрономическом институте занималась определением элементов орбит малых планет. Участвовала в гравиметрической экспедиции Института практической гравиметрии (1929) и экспедиции Пулковской обсерватории для наблюдения полного солнечного затмения (1936). Автор (совместно с Шайном) «Атласа диффузных газовых туманностей» (1952).
Именем Газе названа малая планета (2388 Gase), открытая Н. С. Черных 13 марта 1977 года в Крымской астрофизической обсерватории.